# Pompe à insuline
Pour les articles homonymes, voir Pompe (homonymie).

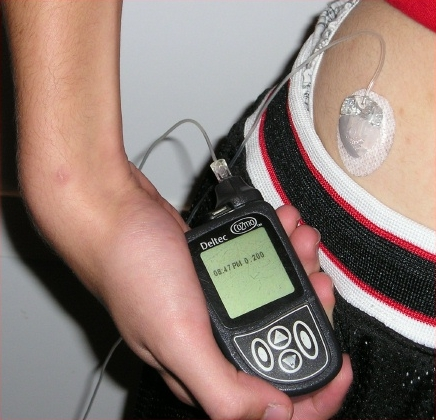
Une pompe à insuline reliée à un cathéter sous-cutané.

Une pompe à insuline est un instrument médical utilisé par les diabétiques pour s'administrer de l'insuline.
C'est un dispositif artificiel de délivrance d'insuline à débit variable, car programmable. Il permet une perfusion sous-cutanée d'insuline à action rapide[réf. nécessaire].

## Fonctionnement
Il s'agit d'un petit appareil électronique se portant à l'extérieur du corps. 
Elle est électronique et son fonctionnement peut être à piles ou batteries, qu'il faut porter sur soi en continu. Il est souvent relié à un cathéter sous-cutané, qui doit être changé régulièrement par le patient, et injecte de l'insuline rapide ou ultrarapide sous cutanée.
La pompe à insuline permet un traitement de type « basal/bolus ».
La basale représente l'administration continue et variable d'insuline rapide pour répondre au besoin physiologique du corps en dehors de l'apport alimentaire et dans les conditions habituelles de vie du patient. La basale est la suite de débits d'insuline calculés en ui/h.
Les bolus représentent l'administration d'insuline immédiat, exprimée en ui pour répondre aux besoins de l'alimentation (consommation de glucides), de l'hyperglycémie pré prandiale ou d'une hyperglycémie post prandiale à distance du bolus repas.
Le débit d'insuline peut être accéléré ou diminué temporairement (basale temporaire) pour répondre à un évènement de vie. Une diminution en cas d'hypoglycémie ou d'activités sportives. Une augmentation en cas de maladie diverse, de traitement par corticoïde ou de période premenstruel. 
Les bolus peuvent également être modulés selon le type de repas ou en cas de gastroparésie. Selon les fabricants, ces types peuvent prendre différentes dénominations (bolus duo/carré, bolus prolongé).
La pompe à insuline peut proposer un assistant bolus qui permet de « traduire » le poids des glucides de l'alimentation (en g) en unité d'insuline ; c'est l'insulinothérapie fonctionnelle. Elle prend en compte des paramètres comme le ratio insuline/glucides, la sensibilité, la cible et l'insuline active (iob).
La pompe à insuline peut être associée à un capteur de glycémie interstitielle, voire même couplée à ce capteur pour constituer un système de boucle semi fermée qui permet de moduler l'administration d'insuline de façon automatique en fonction de la mesure de glycémie par l'intermédiaire d'un algorithme de type intelligence artificielle.  

## Avantages d'une pompe à insuline
- L'avantage de ce système est de permettre de régler le débit d'insuline heure par heure, ce qui est plus efficace lorsque les besoins diffèrent suivant le moment de la journée, et permet de réduire le nombre d'hypoglycémies sévères, notamment pendant la nuit[2]. Ce « débit de base » est complété, comme dans le cas précédent, par des suppléments d'insuline au moment des repas ou en cas d'hyperglycémie, qui sont également administrés par la pompe.

- Ce traitement n'est pas adapté à tout le monde. Il existe des indications et contre indications médicales. Il est spécialement conseillé aux femmes enceintes, en raison de la flexibilité qu'il apporte et qui est adaptée aux rapides variations des besoins dus aux changements hormonaux pendant la grossesse. Il est également conseillé aux enfants, en raison de cette même flexibilité : il facilite la gestion du diabète en cas de maladie et évite à l'enfant de devoir manger les mêmes quantités tous les jours à la même heure.

- La pompe permet également de voyager de façon plus simple en enregistrant des protocoles à l'intérieur de l'appareil qui permettent de diminuer l'effet du décalage horaire.

- Pour les sportifs, la pompe permet de passer d'un exercice à intensité élevé d'un simple passage au basal temporaire et de réduire rapidement la quantité d'insuline absorbée.

- Il existe un impact direct sur le contrôle de la glycémie qui entraîne une diminution des risques de glaucome, de maladies cardiovasculaires et des problèmes rénaux.

## Inconvénients d'une pompe à insuline
- La pompe à insuline est le plus souvent gérée et contrôlée par le patient : l'appareil ne peut déterminer seul quelle quantité d'insuline injecter. Comme dans les traitements par injections, le patient diabétique doit donc savoir de quelle quantité d'insuline de bolus il a besoin, à quel moment, et en quelles circonstances.
- La pompe doit être portée en permanence, ce qui peut engendrer un inconfort chez certains individus[3].
- Il existe un risque mesuré d'infection lié au cathéter sous-cutané.
- Il existe un risque mesuré d'augmentation de la fréquence de lipodystrophies insuliniques.
- Le patient doit être en mesure de réagir en cas de panne ou de dysfonctionnement de la pompe. Mais il a toujours la possibilité d être assisté en cas de problème technique par son infirmier spécialisé.